# Библиография Александра Галича
Библиография Александра Галича включает пьесы, сценарии, сборники стихов и песен, издания прозы, а также интервью и публицистику. 

## Книги
- Гинзбург А. Мальчики и девочки. Стихи. — М., 1942 (осень)

Сборник воспроизведён по машинописи (РГАЛИ, 2590, 1, 445) в книге: «Мир Высоцкого». Вып. 4. — М.: ГКЦМ B. C. Высоцкого, 2000. — С. 450—466.
- Галич А. Сценарии-пьесы-песни Предисловие И. Грековой. — М.: Искусство, 1967. — (Сборник не был издан).
- Галич А. «Песни». — Франкфурт-на-Майне: Посев, 1969. — 132 с.; суперобложка
- Галич А. «Поэмы России». — Париж, 1971.
- Галич А. «Поколение обречённых». — Франкфурт-на-Майне: Посев, 1972, 1974.
- Галич А. «Генеральная Репетиция». Автобиографическая книга воспоминаний. — Франкфурт: Посев, 1974. — (С параллельным текстом пьесы «Матросская тишина»).
- Галич А. «Когда я вернусь». — Франкфурт-на-Майне: Посев, 1975, 1977.
- В сборниках «Песни русских бардов»: Тексты. Серия 1—4. — Paris, YMCA-Press, 1977—1978; 40 аудиокассет песен (115 песен А. Галича).
- Галич А. А. «Когда я вернусь»: Полное собрание стихов и песен. — Посев, 1981.
- Галич А. Городские романсы. Стихи. Новый мир — 1988. — № 5
- Галич А. «Когда я вернусь…»: Стихи и отрывок из автобиографической повести. — Фрунзе: Ала-Тоо, 1989. — 106 с. — ISBN 5-660-00163-7.
- Галич А. Возвращение / Составитель И. Винокурова. — М.: Всесоюзное творческо-производственное объединение «Киноцентр», 1989. — 320 с.
- Галич А. Избранные стихотворения. — М.: Агентство печати Новости, 1989. — 240 с.
- Галич А. Петербургский романс / Составитель, автор предисловия А. Шаталов. — Л.: Художественная литература, 1989.
- Галич А. Возвращение: Стихи, песни, воспоминания / Составитель Г. Соловьёва, автор предисловия А. Шаталов. — Л.: Музыка, 1990. — 320 с. — 100 000 экз. — ISBN 5-7140-0404-3.
- Галич А. Стихи и песни / Составитель, автор предисловия А. Великоречин. — М.: Искусство, 1990. — 158 с. — ISBN 5-210-00398-1.
- Галич А. «У микрофона Александр Галич…»: Избранные тексты и записи / Редактор Юлиан Панич. — Анн-Арбор. США: Эрмитаж, 1990. — С. 178. — ISBN 1557790345. — ISBN 9781557790347.
- Галич А. 87 стихов и песен. — Красноярск: Изд-во Красноярского ун-та, 1990, — 208 с.
- Галич А. «Я выбираю Свободу»: Выступления на радиостанции «Свобода». / Составитель, автор предисловия А. Шаталов. — М.: Глагол, 1991. — 255 с.
- Галич А. «Я выбираю Свободу» (41 стих). — Кострома: ИПП «Кострома», 1991. — 256 с. — (Журнал «Глагол», № 3)
- Галич А. «Я верил в чудо» (129 стихов) / Сост. Леонид Виленский. — М., 1991. — 243 с. — 24 000 экз.
- Галич А. «Генеральная Репетиция» / Составитель А. Шаталов, предисловие А. Зверева. — М.: Советский писатель, 1991. — 560 с. — ISBN 5-265-02168-X.
- Галич А. «Боль». — Алма-Ата: МП «Глагол», 1991. — 186 с.
- Галич А. «Облака», «Мы не хуже Горация», «Бессмертный Кузьмин», «По образу и подобию», «Песня без названия», «Королева материка», «Я выбираю Свободу», «Китеж» — В книге: Есть магнитофон системы «Яуза»…: Сб. песен магнитиздата / Сост. Ал. Уклеин. — Калуга, 1991, фото
- «Заклинание Добра и Зла»: А. Галич — о его творчестве, жизни и судьбе рассказывают статьи и воспоминания друзей и современников, а также истории и стихи, которые сочинил он сам. / Составитель, автор предисловия Н. Г. Крейтнер. — М.: Прогресс, 1991, — 576 с. — ISBN 5-01-003474-3.
- Галич А. «Облака плывут в Абакан» (39 стихов). — СПб.: Издательский дом «Пенаты», 1996, — 288 с. — (Серия «Российские барды»).
- Галич А. «Вот стою я перед Вами, словно голенький…». Песни и поэмы (51 текст). — СПб.: Издательский дом «Пенаты», 1997, 288 с. — (Серия «Российские барды»).
- Галич А. Песни. Стихи. Поэмы. Киноповесть. Пьеса. Статьи. — Екатеринбург: У-Фактория, 1998. — 656 с. — ISBN 5-89178-073-9.
- Галич А. «Верные друзья». — Екатеринбург: У-Фактория, 1998.
- Галич А. 49 стихов. — М.: СЛОВО, 1998. — 96 с. — (Серия «Самые мои стихи»).
- Галич А. «Когда я вернусь». Стихи и песни. — Нижний Новгород, 1998. — 267 с.
- Галич А. Сочинения в 2 т. — М.: ЗАО Локид, 1999. — (Серия «Голоса. Век XX»)
  - Том 1. 205 стихов и поэм / Сост. А. Петраков . — 528 с. — ISBN 5-320-00333-1.
  - Том 2. Киносценарии. Пьесы. Проза . — 512 с. — ISBN 5-320-00334-X.
- Галич А. Возвращается вечером ветер. — М.: Эксмо, 2003. — 610 с. — ISBN 5-699-03971-6. — ISBN 5-699-04102-8.
- Галич А. Матросская тишина. — М.: Эксмо, 2005. — 640 с. — ISBN 5-699-11862-4.
- Галич А. Антология сатиры и юмора России XX века. Том 25. — М.: Эксмо, 2005. — 576 с. — ISBN 5-699-03456-0.
- Галич А. Стихотворения и поэмы. — 2006. — 384 с. — ISBN 5-7331-0305-1.
- Галич А. Облака / Составитель, автор предисловия Н. Г. Крейтнер. — СПб.: Азбука, 2008. — 208 с. — (Российская поэзия). — ISBN 978-5-91181-676-6.
- Галич А. Когда я вернусь / Составление, подготовка текста, биографическая хроника и комментарии П. В. Матвеева. — СПб.: Вита Нова, 2016. — 592 с. — (Рукописи). — 800 экз. — ISBN 978-5-93898-581-0.
- Галич А. Помянет историк меня: сборник статей, посвящённых Александру Галичу / Составитель А. Уклеин. — Winnipeg (Canada): IMMEDIATOR.CA, 2023. — 2460 с. —  электронное он-лайн издание, включающее 567 статей и материалов.
- Галич А. Большая книга рукописей / Составитель А. Уклеин. — Winnipeg (Canada): IMMEDIATOR.CA, 2024. — 604 с. —  электронное он-лайн издание. Рукописи Александра Галича публикуются с разрешения правообладателей, в том числе Archive of the Research Centre for East European Studies at the University of Bremen or Archiv der Forschungsstelle Osteuropa an der Universität Bremen.

## Пьесы
- Город на заре (1939−1940). Совместно с А. Н. Арбузовым и коллективом Театра-Студии. // Театр. — 1957. — № 11. (Для пьесы и спектакля по ней также были написаны песни).
- Дуэль (1939 − весна 1941); совместно с Исаем Кузнецов, Вс. Багрицким.
- Рассвет (1945−1946; скетч); под псевдонимом «А. Гай».
- Матросская тишина (1945−1956, 1974)
- Улица мальчиков (1946). Совместно с И. Кузнецовым; для пьесы также были сочинены песни.
- Походный марш, или За час до рассвета (1946−1947). // Театр. — 1957. — № 3. — (Для пьесы также были сочинены песни).
- Вас вызывает Таймыр (1947; совместно с К. Ф. Исаевым) // Огонёк». — 1948. — № 22.
- Москва слезам не верит, или Положение обязывает (1949−1950). Совместно с Г. Н. Мунблитом
- Пути, которые мы выбираем (1953−1954; другое название − «Под счастливой Звездой»).
- Август (1956)
- Пароход зовут «Орлёнок» // Журнал «Современная драматургия». — 1958. — № 6.
- Много ли человеку надо?! (до 13.7.1959)
- Будни и праздники (1967). Совместно с И. Грековой (Е. Вентцель), по её повести «За проходной».

## Интервью, открытые письма
- 7.2.1972. В редакцию газеты «Литературная Россия». Открытое письмо московским писателям и кинематографистам.
- 3.2.1974; М. Крайняя опасность. В Международный Комитет прав человека.
- 23.6.1974. Интервью.
- июнь 1974, Франкфурт. Песня, жизнь, борьба. Интервью журналу «Посев».
- февраль 1975. Мы считаем его своим. Обращение в защиту М. Михайлова (А. Галич и другие)
- 4.7.1976. Немного о политическом вояжёрстве (А. Галич и другие)
- 8.7.1976. Ещё одна писательская судьба (А. Галич и другие)
- июль 1976. Памяти друга (А. Галич и другие)
- 17.3.1977. От «Континента» (А. Галич и другие)
- 27.4.1977. Свободу Антону Пейпе! (А. Галич, В. Максимов)
- после 19.11.1977. Культура и борьба за права человека. Беседа с журналистом газеты «Русская Мысль».

## Другое
- Детские стихи (1926)
- Песни к спектаклю «Парень из нашего города» (осень−зима 1941)
- Пьесы (1942−45)
- 3 сказки; песни, стихи, скетчи, интермедии (1943)
- Драматический этюд «Партизаны идут» (М. Грин, А. Гинзбург; 13−14.9.1943)
- Скетч «Цари в обозе» (М. Грин, А. Гинзбург; 13−14.9.1943)
- Гитлериада (1943; подписанный настоящим именем А. Гинзбург; комедийный скетч)
- О жестокости и доброте искусства (1967; статья для газеты «Советская культура»)
- Цикл медицинских частушек
- Песни «Лёгкая жизнь»
- Сценарий «Пётр Ильич Чайковский» (1956)
- Сценарий «Добрый город». Для фильма также были написаны песни.
- Песня «Вдоль по дороге» из к/ф «Старая, старая сказка» (1968), исполнитель — Олег Даль
- Сценарий «Фёдор Шаляпин» (1969-1971). Совместно с М. Донским; неокончен
- Сценарий «Самый последний выстрел» (1972)
- Сценарий Разные чудеса (мюзикл); другое название − «Я умею делать чудеса» (1972).
- «История в 4-х действиях и 5 главах»
- 157 выступлений на радио «Свобода» (6.7.1974 — 17.10.1977)
- Публикации в газете «Русская мысль» (1974−1977)
- Публицистика (1976)
- Блошиный рынок. Почти фантастический, но не научный роман (1976−1977; I часть)
- Ещё раз о чёрте (1976−1977; начало романа)